# ティモシー・デイヴィッド・ヒューゴ
ティモシー・デイヴィッド・ヒューゴ（Timothy David Hugo, 1963年1月7日 - ）は、アメリカ合衆国の政治家、実業家。共和党に所属し、バージニア州下院議員を務めた。

## 学歴と職歴
ヒューゴは1986年にウィリアム・アンド・メアリー大学で文学士号を取得。ハーバード大学ケネディスクールにて行政プログラム上級経営者コダックフェローを取得。
ヒューゴは連邦議会にて複数の職に就いた。連邦下院の運営委員会と公共事業・運輸委員会に勤務した他、ワシントン州選出ジェニファー・ダン下院議員の立法担当官、ペンシルベニア州選出バッド・シャスター下院議員の首席補佐官、下院運輸・社会基盤委員会議長を務めた。
ジョージ・H・W・ブッシュ政権下では、立法担当国防次官補特別補佐官を務めた。
ヒューゴは内国歳入庁と提携する確定申告支援企業団体フリー・ファイル・アライアンスで常任理事を務めた。

## バージニア州下院議員
2003年よりバージニア州下院議員。選出選挙区は第40区（ブル・ラン、キャットハーピン、センターヴィル、クリフトン、フェアファックス・ステーションの5自治体全域と、フェアファックス (バージニア州)、ゲインズヴィル、ヘイマーケットの3自治体の一部地域にて構成）。2010年からは党の下院幹部会で議長。
下院商務労働委員会（2007年-）、下院教育委員会（2003年）、下院財政委員会（2004年-）、下院特権選挙委員会（2003年-2006年、2010年-）、下院科学技術委員会（2007年-2009年）、下院運輸委員会（2003年-）に所属。

## 選挙歴
| 実施日                 | 選挙                   | 候補者                                                         | 所属政党               | 得票数                 | 得票率 (%)             |
| バージニア州下院第40区 | バージニア州下院第40区 | バージニア州下院第40区                                         | バージニア州下院第40区 | バージニア州下院第40区 | バージニア州下院第40区 |
| ---------------------- | ---------------------- | -------------------------------------------------------------- | ---------------------- | ---------------------- | ---------------------- |
| 2002年12月17日         | 補欠選挙               | ティモシー・D・ヒューゴ                                        | 共和党                 | 2,927                  | 67.40                  |
| 2002年12月17日         | 補欠選挙               | キャロル・A・ホーン                                            | 民主党                 | 1,318                  | 30.34                  |
| 2002年12月17日         | 補欠選挙               | ジョセフ・P・オッド                                            | 無所属                 | 59                     | 1.36                   |
| 2002年12月17日         | 補欠選挙               | マーク・A・カルフーン                                          | 無所属                 | 39                     | 0.90                   |
| 2002年12月17日         | 補欠選挙               | ジェイ・オブライアンの上院選出による選挙。議席は共和党が維持。 |                        |                        |                        |
| 2003年11月4日          | 総選挙                 | ティモシー・D・ヒューゴ                                        | 共和党                 | 9,400                  | 98.24                  |
| 2003年11月4日          | 総選挙                 | 記名投票候補者                                                 | 記名投票候補者         | 168                    | 1.76                   |
| 2005年11月8日          | 総選挙                 | ティモシー・D・ヒューゴ                                        | 共和党                 | 13,076                 | 89.85                  |
| 2005年11月8日          | 総選挙                 | 記名投票候補者                                                 | 記名投票候補者         | 1,477                  | 10.15                  |
| 2007年11月6日          | 総選挙                 | ティモシー・D・ヒューゴ                                        | 共和党                 | 8,707                  | 57.14                  |
| 2007年11月6日          | 総選挙                 | レックス・A・シモンズ                                          | 民主党                 | 6,520                  | 42.78                  |
| 2007年11月6日          | 総選挙                 | 記名投票候補者                                                 | 記名投票候補者         | 11                     | 0.07                   |
| 2009年11月3日          | 総選挙                 | ティモシー・D・ヒューゴ                                        | 共和党                 | 12,056                 | 63.40                  |
| 2009年11月3日          | 総選挙                 | スーザン・S・コンラッド                                        | 民主党                 | 6,936                  | 36.47                  |
| 2009年11月3日          | 総選挙                 | 記名投票候補者                                                 | 記名投票候補者         | 23                     | 0.12                   |
| 2011年11月8日          | 総選挙                 | ティモシー・D・ヒューゴ                                        | 共和党                 | 11,565                 | 73.84                  |
| 2011年11月8日          | 総選挙                 | ダイアン・L・ブレイズ                                          | 無所属                 | 4,021                  | 25.67                  |
| 2011年11月8日          | 総選挙                 | 記名投票候補者                                                 | 記名投票候補者         | 75                     | 0.47                   |
| 2013年11月5日          | 総選挙                 | ティモシー・D・ヒューゴ                                        | 共和党                 | 14,887                 | 59.96                  |
| 2013年11月5日          | 総選挙                 | ジェリー・L・フォルツ                                          | 民主党                 | 9,903                  | 39.88                  |
| 2013年11月5日          | 総選挙                 | 記名投票候補者                                                 | 記名投票候補者         | 40                     | 0.16                   |